# 林滿紅
林滿紅（1951年2月12日—）台灣歷史學家，現任中央研究院近代史研究所研究員，曾任中華民國總統府國史館館長。

## 簡歷
本籍臺中市霧峰區，1951年2月12日出生於彰化。霧峰國小、臺中女中、國立臺灣大學學士、國立臺灣大學碩士、國立台灣師範大學博士與哈佛大學博士畢。專攻領域為臺灣史、清史、東亞經濟史、政治經濟思想史。
歷任中央研究院近代史研究所研究員、早稻田大學亞太研究所、京都大學人文科學研究所客座教授。2008年5月20日起出任中華民國國史館館長並兼任國立臺灣師範大學教授，是國史館首位女性館長。2010年12月16日回任中央研究院近代史研究所研究員。

## 軼事
據林滿紅口述，她在臺灣大學讀書期間，研究的內容是當時屬於小眾的「臺灣歷史」，而陳芳明曾在傅園附近單獨向她誇耀自己研究的是「宋史」，將來是會和大人物們並列。然而，陳芳明後來轉向自己曾看不上眼的「臺灣歷史」，並以研究「臺灣歷史」而聞名。

## 家庭
23歲碩士生時以相親方式與中研院經濟所研究員梁啟源結婚，育有一女。

## 著書
- 《茶、糖、樟腦業與臺灣之社會經濟變遷，1860-1895》（臺北：聯經出版，1997）
- 《臺灣海峽兩岸經濟交流史》（日文版）（東京：交流協會，1997）
- 《晚近史學與兩岸思維》（臺北：麥田出版，2002）
- China Upside Down: Currency, Society, and Ideologies, 1808-1856 (Harvard University Asia Center, Cambridge, Mass.: Harvard University Press, 2006)
- 《獵巫、叫魂與認同危機：臺灣定位新論》（臺北：黎明文化，2008）
- 《銀線：十九世紀的世界與中國》（臺北：臺大出版中心，2011）
- 其他中英日韓文論文約70篇

## 編輯
- 《臺灣所藏中華民國經濟檔案》（臺北：中央研究院近代史研究所，1995）
- State and Economy in Republican China, A Handbook for Scholars（Harvard University Asia Center, Cambridge, Mass.: Harvard University Press, 2001，與William Kirby等合編）
- 「一八九五系列」（臺北：稻鄉出版社）

## 外部連結
- 中研院近史所林滿紅研究員 （页面存档备份，存于）
- 國史館

| 官衔          | 官衔                                           | 官衔                               |
| ------------- | ---------------------------------------------- | ---------------------------------- |
| 總統府        |                                                |                                    |
| 前任： 張炎憲 | 國史館館長 第七任 2008年5月20日—2010年12月16日 | 繼任： 劉寶貴（代理） 正任：呂芳上 |